# Iguirma
L'Iguirma (en russe : Игирма) est une rivière de Russie qui coule dans l'oblast d'Irkoutsk, en Sibérie orientale. C'est un affluent de la rivière Ilim en rive droite, donc un sous-affluent de l'Ienisseï par l'Ilim puis par l'Angara.

## Géographie
Le bassin versant de l'Iguirma a une superficie de 4 480 kilomètres carrés, surface comparable à celle du département français des Alpes-Maritimes, ou encore à celle de la province belge de Luxembourg.
L'Iguirma naît dans l'oblast d'Irkoutsk, dans une vaste zone de taïga presque inhabitée, une centaine de kilomètres à l'est-sud-est de la ville d'Oust-Ilimsk, sur le plateau de l'Angara-Léna, celui-ci constituant la partie sud-est du vaste plateau de Sibérie centrale. La rivière traverse des régions couvertes de taïga et fort peu peuplées. Elle coule grosso modo du nord vers le sud, sauf dans le tiers inférieur de son cours, où elle s'incline vers le sud-ouest. Elle finit par se jeter dans l'Ilim en rive droite, au niveau de la localité d'Iguirma. 

## Le gel
L'Iguirma est habituellement prise par les glaces depuis la deuxième quinzaine d'octobre ou la première quinzaine de novembre, jusqu'à la fin du mois d'avril ou au début du mois de mai.
Le bassin versant de l'Iguirma, comme toute la partie nord-est du plateau Angara-Léna, repose en grande partie sur un manteau de sol gelé en permanence ou pergélisol discontinu. Son épaisseur peut atteindre 100 mètres.

## Hydrométrie - Les débits mensuels à Iguirma
Le débit de la rivière a été observé pendant 33 ans (de 1942-1974) à Iguirma, localité située à 4 kilomètres en amont de son confluent avec l'Ilim, à 257 mètres d'altitude . 
Le débit inter annuel moyen ou module observé à Iguirma durant cette période était de 17,1 m3/s pour une surface étudiée de 4 480 km2, c'est-à-dire la quasi-totalité du bassin versant de la rivière. La lame d'eau écoulée dans ce bassin versant se monte ainsi à 120 millimètres par an, ce qui doit être considéré comme moyen 
dans le cadre sibérien qui connait généralement des valeurs assez basses.
Rivière alimentée en partie par la fonte des neiges, en partie aussi par les précipitations estivales, l'Iguirma est un cours d'eau de régime nivo-pluvial. 
Les hautes eaux se déroulent au printemps, au mois de mai surtout, ce qui correspond au dégel et à la fonte des neiges. Au mois de juin puis de juillet, le débit plonge. Puis il se maintient et reste assez soutenu jusqu'au début de l'automne.
Au mois d'octobre puis de novembre, le débit de la rivière baisse à nouveau, ce qui constitue le début de la période des basses eaux. Celle-ci a lieu de novembre à mars inclus. 
Le débit moyen mensuel observé en mars (minimum d'étiage) est de 2,73 m3/s, soit à peine 2,5 % du débit moyen du mois de mai, maximum de l'année (107 m3/s), ce qui témoigne de l'amplitude très élevée des variations saisonnières, phénomène fréquent en Sibérie centrale et orientale. Ces écarts peuvent être plus élevés encore certaines années. Ainsi sur la durée d'observation de 33 ans, le débit mensuel minimal a été de 0,99 m3/s en mars 1970, tandis que le débit mensuel maximal s'élevait à 189 m3/s en mai 1959. 
En considérant la seule période estivale, libre de glaces (de mai à septembre inclus), le débit mensuel minimal observé a été de 4,06 m3/s en septembre 1959, ce qui restait acceptable.

## Infrastructures
Aux environs de la localité de Novaïa Tigirma, la rivière est franchie par la voie ferrée reliant Oust-Ilimsk (localité de Jeleznodorojnyï (Железнодорожный)) à Khrebtovaïa sur la Magistrale Baïkal-Amour.  